# Bánov
Bánov är en ort i Tjeckien.   Den ligger i distriktet Okres Uherské Hradiště och regionen Zlín, i den östra delen av landet, 270 km sydost om huvudstaden Prag. Bánov ligger 292 meter över havet och antalet invånare är 2 095.
Terrängen runt Bánov är platt åt nordväst, men åt sydost är den kuperad. Runt Bánov är det ganska glesbefolkat, med 43 invånare per kvadratkilometer. Närmaste större samhälle är Uherský Brod, 6,6 km nordväst om Bánov. Trakten runt Bánov består till största delen av jordbruksmark.